# Sîrba

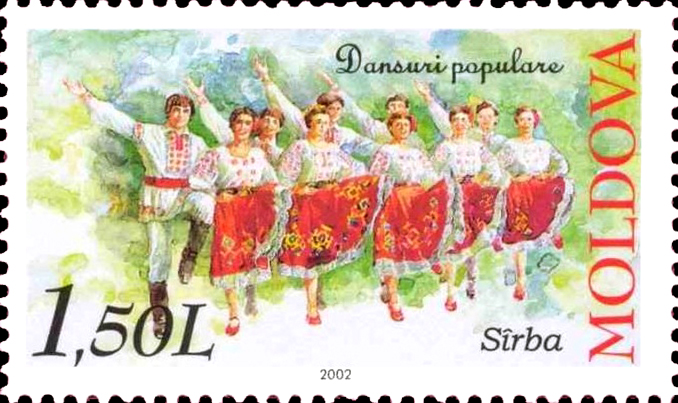
Sîrba (moldauische Briefmarke)

Sîrba (alternativ Sârba, kyrillisch: Сырба), etymologisch vom Ethnikon „srb“ abgeleitet und heißt so viel wie [von] Serben, bzw. die Serbische (Variante), ist eine besonders in der Republik Moldau und Rumänien bekannter Volkstanz, zu der üblicherweise im Reigen (Kolo) ein Volkstanz aufgeführt wird. Bekannt ist diese Musik auch bei Roma, Ukrainern, Polen, osteuropäischen Juden und Ungarn. Sîrba wird üblicherweise im 2/4 Takt mit Klezmermusik rumänisch-moldauischer Varietät gespielt.